# 埃斯塔卡德巴雷斯角

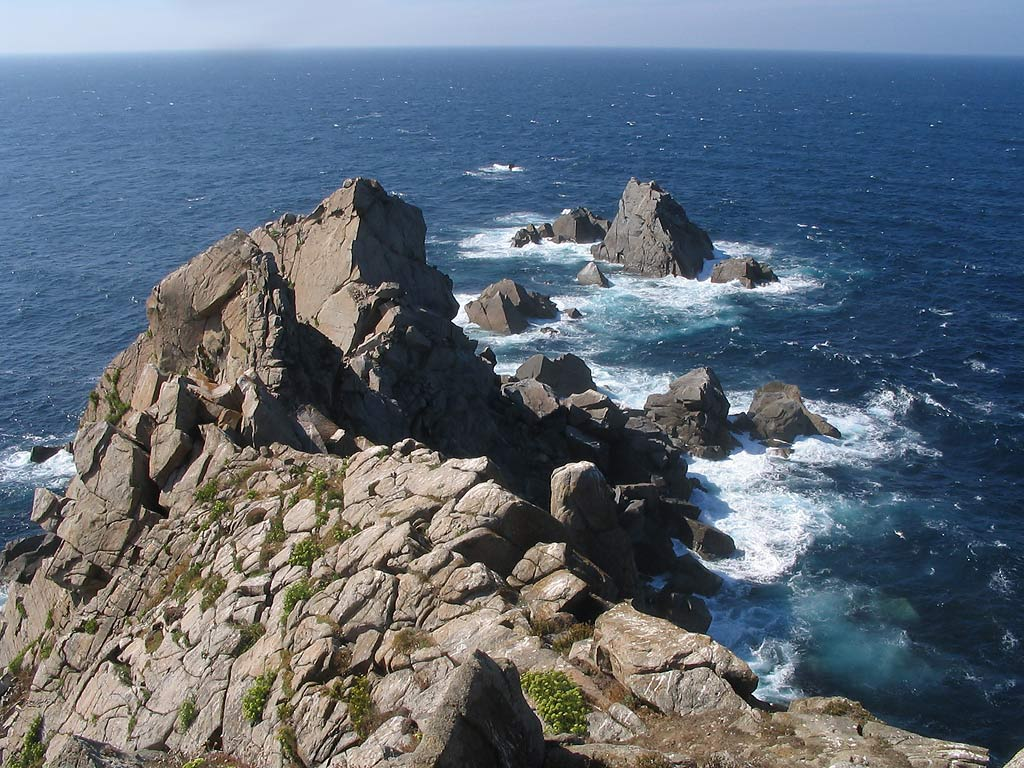
埃斯塔卡德巴雷斯角

埃斯塔卡德巴雷斯角（西班牙語：Punta Estaca de Bares）是西班牙加利西亚拉科鲁尼亚省的一个海角，是西班牙的最北端。